# Auto-canon Peugeot
L’auto-canon Peugeot est un véhicule de combat français de la Première guerre mondiale, construit sur le châssis de la berline Peugeot Type 146, équipé d’un moteur de 18 HP, porteur d’un canon de 37 mm, protégé par un blindage réduit en épaisseur et en surface dans la version 1914, enveloppant et d’épaisseur adaptée à la balle perforante allemande dans la version de 1915. Il ne doit pas être confondu avec l'auto-canon Renault de 47 mm principalement utilisé pour la défense contre les aéronefs.

## Origine
Fin août 1914, face à l'imminence de la menace allemande sur Paris quelques semaines seulement après la déclaration de la guerre, le général Gallieni, gouverneur militaire de Paris (G.M.P.), veut renforcer la protection de la capitale avec des petites unités d'artillerie légère mobile. Il peut pour cela utiliser des ressources en hommes et en matériels de la Marine Nationale, rendues disponibles en ce début de guerre par le faible niveau de risque de combat naval. Le 6 septembre 1914 il décide la constitution de vingt-quatre « groupes d’autos-canons », nombre vite ramené à douze, dont les véhicules, adaptés de voitures de tourisme, seront équipés d’un canon de 37 mm à tir rapide de la Marine et servis par des marins brevetés. Chaque groupe doit comprendre deux sections, composées chacune de trois véhicules « autos-canons » flanqués de deux « autos-mitrailleuses » destinées à assurer leur protection. 

## Modèle 1914: trois versions

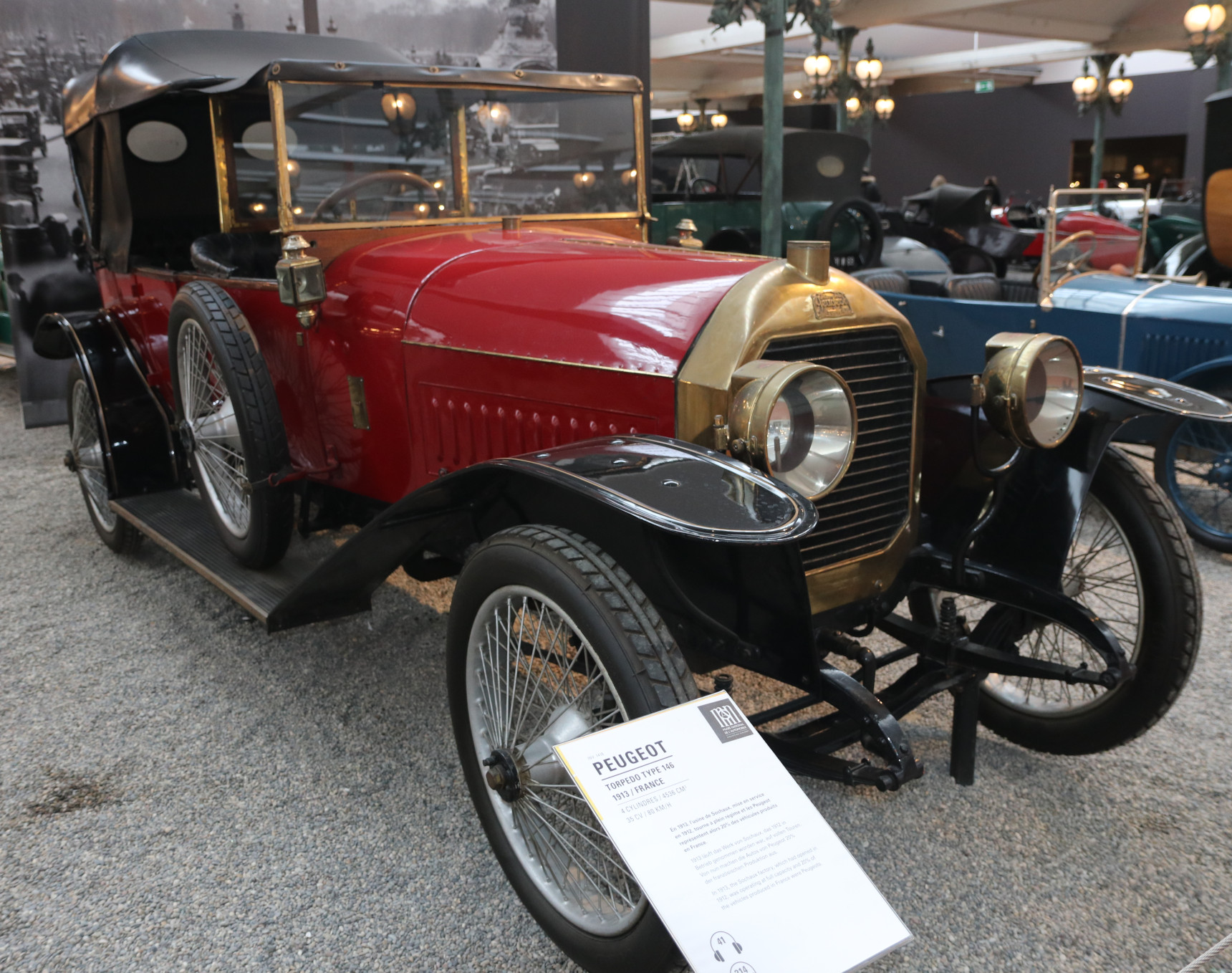
Peugeot type 146 (1913).

Au lendemain de la décision du général Gallieni, le Grand parc automobile de Vincennes monte un prototype à partir d'un châssis de la berline Peugeot Type 146 Torpédo dont la fabrication a été lancée en 1913. Cette voiture, selon les carrosseries, est longue de 4,70 /4,79 m, large de 1,73/1,9 m, pèse au minimum 1 400 kg. De ce prototype de l'auto-canon Peugeot modèle 1914 conçu dans l'urgence sans aucune référence antérieure, François Vauvillier explique que sont issues trois versions, qui se succèdent en quelques semaines avec les caractéristiques suivantes.

### Version 1
- le bloc moteur, sa calandre, son radiateur et sa carrosserie sont ceux de la torpédo 146.
- le bloc de conduite loge un conducteur et un passager. Il est protégé par un pare-brise en tôle ordinaire de 4 mm, en haut duquel sont ménagés deux crénelages pour la vision. Une autre tôle mince, boulonnée sur la tôle pare-brise fait office d'auvent.
- le bloc technique, en arrière du poste de pilotage, est composé d'un plateau, d'une pourtour en ridelles en bois, d'un canon de 37mm, fixé sur son affût.

Le lieutenant de vaisseau Pierre Guette, commandant le 1er groupe d'autos-canons, affectataire et utilisateur de cette première version, en donne cette description :

« C'était, sur un châssis de tourisme, un baquet de bois aux parois basses, à peine doublé dans ses parties les plus vulnérables par une mince plaque d’acier, avec, au milieu du fond, le canon, dont le pivot s'emmanchait dans un fort billot. Pour protéger les deux servants, un petit masque étroit ; quant aux conducteurs ils devaient se contenter d'un coupevent métallique, tout juste bon à arrêter... le vent, en effet, et aussi la pluie »

### Version 2
Après les trois premières voitures, l'atelier de Vincennes renforce la protection avant de l'auto-canon sans toucher au bloc technique. Dans cette version 2 :
- le bloc moteur est désormais protégé par une nouvelle calandre à l'allure caractéristique de forme semi-circulaire avec sa dizaine de volets horizontaux devant le radiateur et un nouveau capot constitué d'une tôle de 4 mm enveloppante percée d'ouïes verticales.
- le bloc de pilotage est protégé par devant et par dessus grâce à une seule tôle de 4 mm incurvée, percée de deux petites ouvertures rectangulaires qui peuvent être obturées au moyen d'un volet coulissant enserré entre deux glissières verticales.

On ignore combien d'exemplaires de cette version ont été livrés aux groupes de Marine.

Autos-canons Peugeot modèle 1914
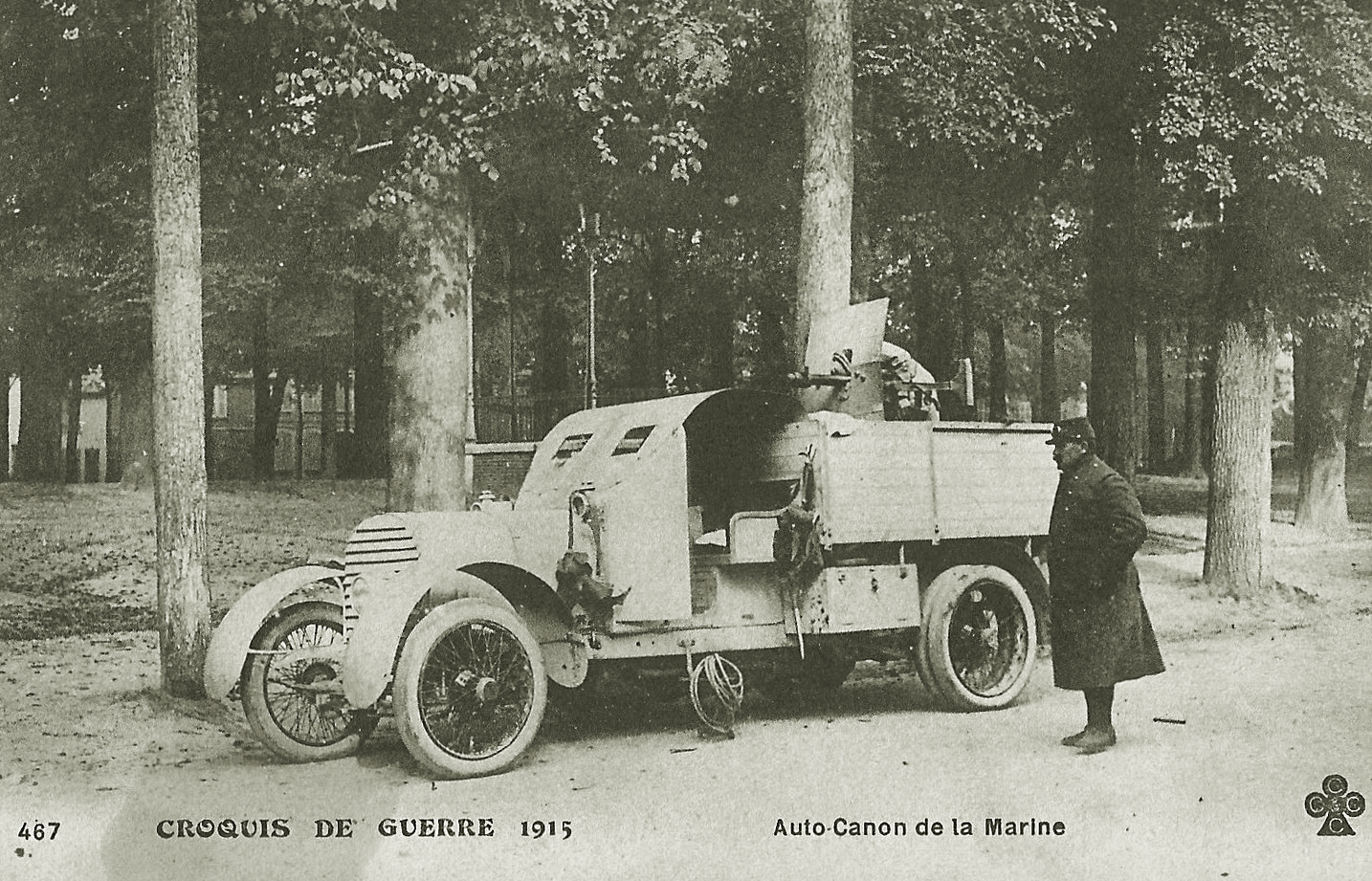
Auto-canon Peugeot 1914 Version 2.
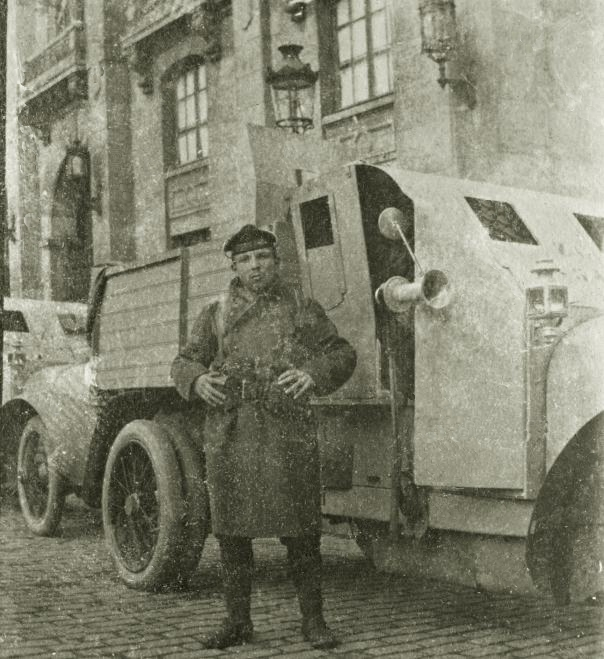
Auto-canon Peugeot 1914 Version 3.

### Version 3
Une seule amélioration caractérise cette troisième version du modèle 1914 : la protection latérale du bloc de conduite par une tôle verticale de 4 mm percée d'un carré pour la vision de côté et ne laissant qu'un étroit passage pour s'installer dans l'habitacle. L'ouverture carrée peut être obturée au moyen d'un volet coulissant vertical.
Dès les premiers combats près d'Arras fin septembre 1914 il devient évident que le plateau de tir n'est aucunement protégé et que la tôle de 4 mm des blocs avant n'oppose qu'une faible résistance aux balles allemandes perforantes dite de type S. La mise au point d'un nouveau modèle débute dès la mi-octobre à Vincennes.
Avant que les premiers exemplaires de ce modèle 1915 soient disponibles et face aux risques et détériorations des versions 1 et 2 du modèle 1914 dont sont équipés les 1er, 2e et 4e groupes d'autos-canons, leurs 18 autos-canons Peugeot sont remplacés provisoirement fin décembre 1914 par des autos-canons Renault, c'est-à-dire des châssis Renault disponibles à Vincennes sur les plateaux desquels, au lieu de monter une mitrailleuse, le CAMA a monté un canon de 37,. Cet échange a lieu le 30 décembre 1914 pour le 1er groupe.

## Modèle 1915

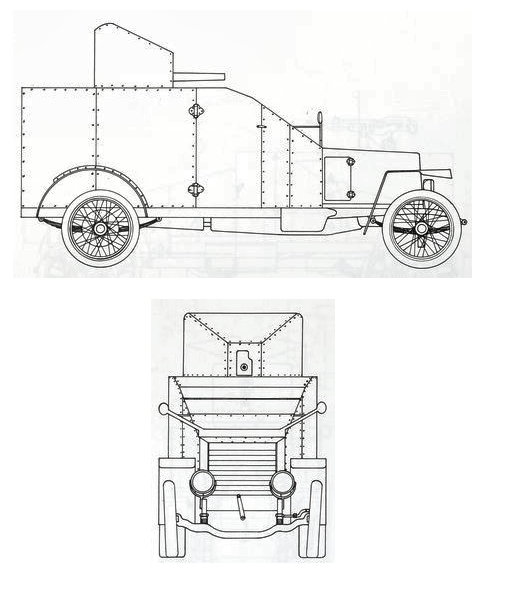
Schéma de l'auto-canon Peugeot modèle 1915.

Les premières études pour un auto-canon réellement blindé assurant une protection correcte de son équipage débutent à Vincennes fin octobre 1914, sous la direction du capitaine Renaud du parc automobile de Vincennes, peu de temps avant l'étude de la nouvelle carrosserie blindée de l'auto-mitrailleuse Renault. Deux prototypes montés fin novembre 1914 permettent de juger de la viabilité de la nouvelle carrosserie et du nouveau blindage dont les tests de mise à l’épreuve de la balle perforante allemande type S se sont révélés positifs. La disponibilité des châssis et des moteurs Peugeot au CAMA permettent de démarrer la fabrication du nouveau modèle à la mi-décembre 1914. Les 24 premiers véhicules modèle 1915 sont livrés aux 6e, 7e, 8e et 13e groupes à la toute fin de janvier 1915 et dans les premiers jours de février. Fin mars tous les groupes de Marine sont pourvus de ces nouveaux véhicules. La batterie Drouet, assimilée à la fin du printemps 1915 aux groupes de la Marine reçoit les siens le 26 juin.

## Emplois
Défense contre autos-mitrailleuses, alibi ou illusion ?
En septembre 1914, l'auto-canon (en l’occurrence l'auto-canon Peugeot) est, par définition, l'élément constitutif des « groupes d'autos-canons ». D'après le lieutenant Lesieure Desbrières de l'état-major du gouverneur militaire de Paris, ces unités ont été créées dans un contexte précis et pour un emploi ainsi justifié a posteriori :

« A la fin d'août 1914, les nouvelles terrifiantes sur le rôle des auto-mitrailleuses blindées des Allemands [faisaient prendre] des dispositions à la hâte pour barrer les routes même aux portes de Paris. Aussi, quand nous avons proposé au général Gallieni de faire poursuivre et de combattre ces voitures au moyen d'autres voitures armées celles-ci de petits canons de 37 m/m Type 1885, notre pensée [...] fut tout de suite prise en considération. »

En réalité les Allemands n'avaient aligné aucune auto-mitrailleuse blindée sur le front français. Mais en admettant que cela ait été le cas, il semble difficile d'employer de façon efficace des canons de 37 mm montés sur des voitures pour tirer sur ces cibles mobiles et dispersées que sont les autos-mitrailleuses en formation. Cependant, un canon pointant en enfilade une voie de communication étroite peut détruire une ou plusieurs cibles mobiles s'avançant vers lui.

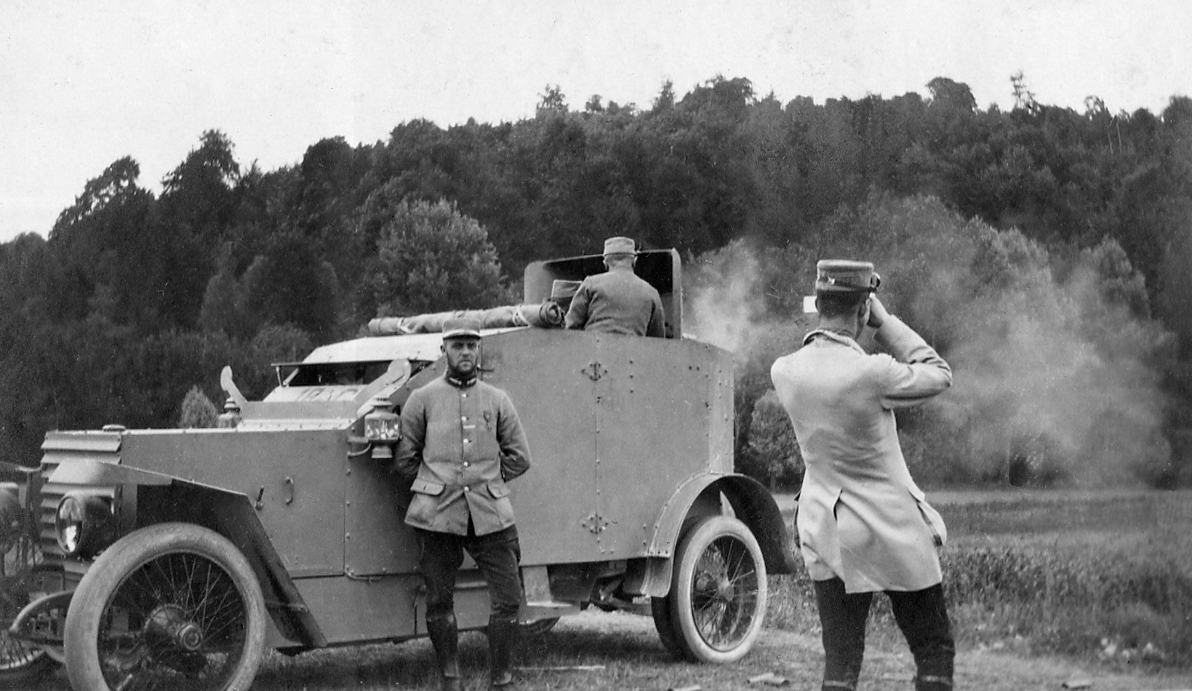
Auto-canon du 18e groupe d'AC Marine. Exercice de tir.

Destruction de nids de mitrailleuses
Avec sa portée maximale de 2 400 m, le canon de 37mm apparait en 1914 comme l'arme idéale pour détruire à risque réduit une position de tir ennemie qui bloque la progression de l'infanterie. Le cas d'école est la destruction d'un « nid de mitrailleuses » abrité dans une construction par un auto-canon qui avance par bonds, tire à chaque arrêt, réduit au silence la ou les mitrailleuses ennemies et dégage la voie pour la troupe à pied.
Le L.V. Guette rapporte sobrement l'une des toutes premières mises en œuvre de cette tactique par l'enseigne de vaisseau Réveillaud à Auberchicourt, tandis que lui-même avance vers Écaillon : « Soudain, j’entends, sur la droite, le bruit bien connu du canon de 37 : c’est R... qui, s’étant suffisamment avancé, canonne la maison qu’on lui a signalée. »
Protection de positions
Lors de mouvements offensifs ou défensifs de troupes à pied, l'auto-canon peut être placé rapidement à un emplacement clé (carrefour, tête de pont, monticule,...) et déplacé tout aussi rapidement à mesure de la progression ou du repli de l'infanterie, à la seule condition qu'il puisse emprunter une voie carrossable. Ainsi, par exemple, lors de l'offensive allemande sur Montdidier le 26 mars 1918, « les sections Treil et Quinsonas, du 8e groupe arrêtent pendant quatre heures l’infanterie allemande débouchant de Gruny, leurs canons de 37 faisant merveille, puis protègent le repli de batteries lourdes anglaises ».
Défense des systèmes de tranchées
La défense des systèmes de tranchées ne peut être attribuée à l'auto-canon, bien incapable de s'approcher de la ligne de front. Elle peut toutefois bénéficier du canon de 37mm du véhicule, qui, une fois transporté à force d'homme, contribue à la puissance de feu de la première ligne.

## Évolutions techniques
Malgré les importantes améliorations dont bénéficie le modèle 1915, l'auto-canon qui équipe les groupes de Marine puis les GAMAC présente encore des défauts et des faiblesses préjudiciables à son efficacité et à la sécurité de son équipage. C'est ce que souligne le député Maurice Bernard dans le Rapport sur les autos-mitrailleuses et les autos-canons qu'il remet à la Commission de l'Armée de la Chambre des députés le 28 août 1915 :

« Le minimum de qualités que doit présenter une automitrailleuse ou une auto-canon c’est la rapidité, la mobilité dans les deux sens, la résistance, le rayon d’action étendu, la possibilité de tir dans toutes les directions, l’invulnérabilité. Trois de ces qualités font défaut, au moins en partie, aux voitures actuelles »

Les faiblesses du châssis de la Peugeot 146, la fragilité de son pont arrière, le poids du blindage empêchent toute amélioration de ce modèle de véhicule quant à la rapidité, l'extension du rayon d'action, l'invulnérabilité. 
Conduite et manœuvrabilité
À leur sortie d'usine les voitures disposent bien d'une marche arrière. Toutefois le conducteur n'a aucune visibilité vers l'arrière du fait de la nouvelle protection blindée du plateau et, au moins dans les premières semaines, ne dispose d'aucun rétroviseur. Assurer une marche arrière, par exemple pour effectuer un demi-tour, requiert un guidage par un ou deux hommes placés sur la route. Le demi-tour est lui-même rendu compliqué et long par le faible rayon de braquage. Quitter rapidement une position de tir s'avère de facto impossible, la voiture par ses manœuvres se trouvant en état de grande vulnérabilité. La solution réside dans la pose d'un mécanisme d'inversion de la boite de vitesses qui permet à un conducteur placé à l'arrière de la voiture de conduire comme s'il était en marche avant.
On doit aux ingénieurs Eugène Dombret et Émile Raulet le dispositif d'inverseur de marche qui porte leur nom. Après des premiers essais positifs en juin 1915, il est d'abord monté sur quelques voitures livrées pour tests de terrain au 10e groupe d'autos-mitrailleuses et autos-canons en novembre 1915. Bien que les tests confirment rapidement l'intérêt de ce mécanisme, celui-ci n'est installé que très progressivement sur les autos-mitrailleuses et autos-canons des autres groupes. Le 7e GAMAC doit même attendre la fin du printemps 1918 pour en être équipé. L'installation du dispositif Raulet-Dombret permettant la conduite par l'arrière est confirmée par l'existence d'une fente de vision horizontale sur la plaque de blindage arrière de la voiture.
Un démarrage électrique était aussi requis pour éviter le redémarrage du moteur à la manivelle après un calage ou lors du tir à la mitrailleuse dont la précision nécessite l'arrêt du moteur. Le système existe mais n'a jamais été monté sur l'auto-canon Peugeot.
Armement
En septembre 1916 il est décidé de remplacer le canon de 37 mm modèle 1885 par le tout nouveau 37 mm à tir rapide conçu et produit pour l'infanterie par l'atelier d'armement de Puteaux. Le 16e GAMAC reçoit les premiers exemplaires le 3 juillet 1917, en même temps que ses autos-mitrailleuses et ses autos-canons reçoivent le nouveau système d'inversion de marche Raulet-Dombret. Les 1er et 2e GAMAC sont dotés le 25 juillet suivant. Tous les autres groupes sont équipés entre le 1er et le 15 décembre 1917.

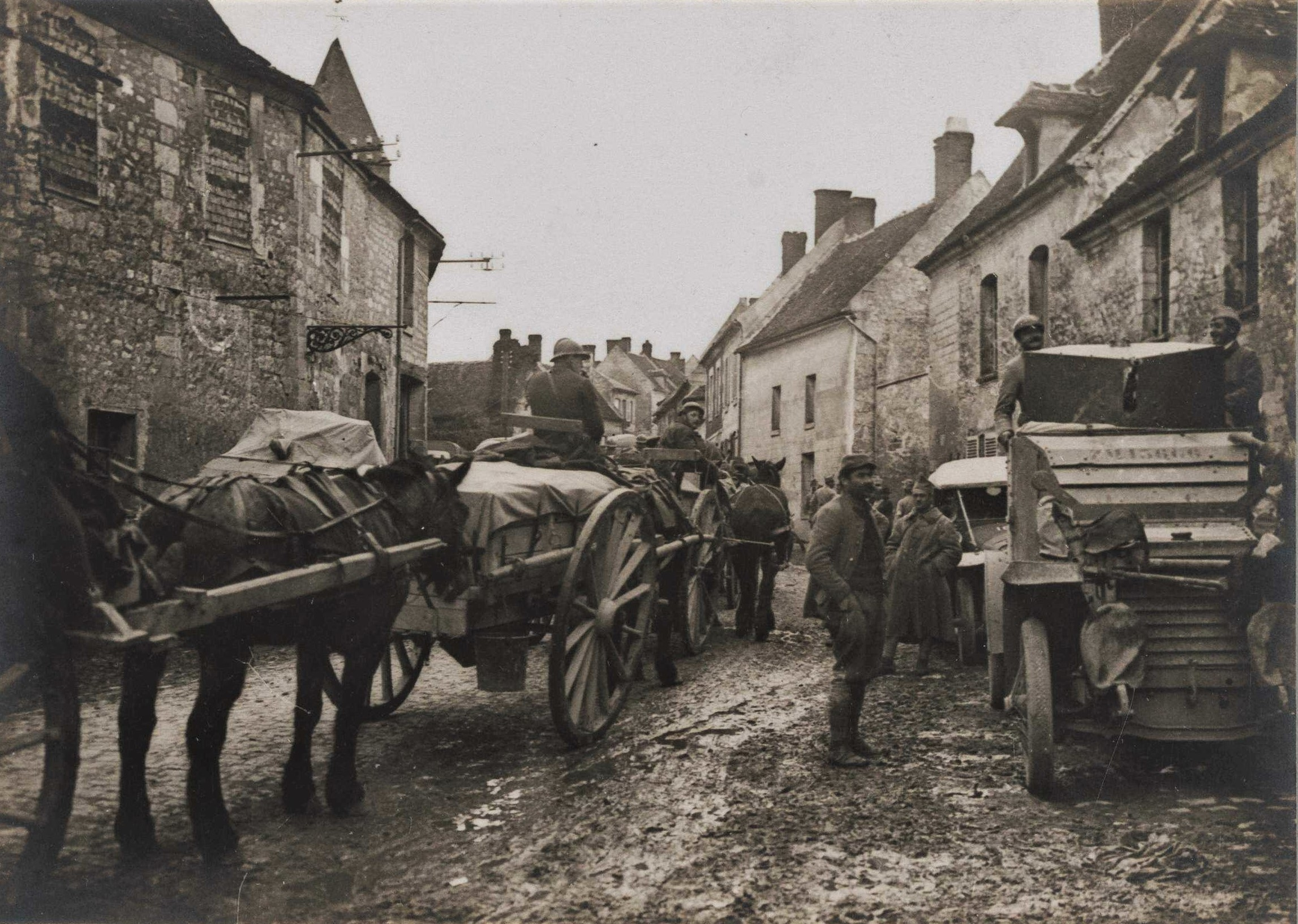
AM Peugeot du 15e GAMAC
(Gournay-sur-Aronde, 1918).

À partir de 1917, on commence à transformer des autos-canons Peugeot modèle 1915 en autos-mitrailleuses. En effet, dans le cadre du transfert des groupes de Marine à la cavalerie, effective au 1er juillet 1916, les groupes d'autos-canons composés de deux sections à trois autos-canons (AC) et deux autos-mitrailleuses (AM) - soit au total six AC et quatre AM - deviennent des groupes mixtes d'autos-mitrailleuses et autos-canons (GAMAC) composés de trois sections de deux autos-mitrailleuses et un auto-canon -soit au total six AM et trois AC. L'application de cette directive ministérielle du 5 mars 1916 ne peut être entamée qu'en septembre 1916 du fait de l'engagement des groupes dans la Bataille de la Somme et de la faible disponibilité d'autos-mitrailleuses supplémentaires. Le principe de la transformation est relativement simple puisqu'il s'agit de démonter le canon de 37 mm, d'enlever son masque et son affût et de poser la mitrailleuse sur son propre affût, de monter le masque approprié et d'approvisionner en munitions. L'instruction des pointeurs et servants ex-canonniers à l'emploi de la mitrailleuse est une autre affaire. Ceci explique pourquoi ce processus se poursuit pendant l'année 1917, au cours de laquelle les blindés ne sont que peu ou pas sollicités dans la guerre de position.

## Devenir après l'armistice
Fin novembre 1918 seuls les 6e, 10e et 14e GAMAC ont été dotés des automitrailleuses de Ségur-Lorfeuvre sur châssis White TBC et ont donc pu rendre leurs blindés Peugeot (autos-canons et autos-mitrailleuses) aux CAMA de Vincennes ou de Lyon. Les autres groupes les conservent soit jusqu'à leur dissolution courant 1919, soit jusqu'au jour où ils reçoivent les White TBC, ce qui est assez rapide pour certains des groupes envoyés en Allemagne.